# جيسيكا بروكس
جيسيكا بروكس (بالإنجليزية: Jessica Brooks)‏ هي ممثلة بريطانية، ولدت في 28 مايو 1981 في المملكة المتحدة.

## وصلات خارجية
- جيسيكا بروكس على موقع IMDb (الإنجليزية)
- جيسيكا بروكس على موقع قاعدة بيانات الفيلم (الإنجليزية)